# Leptolalax arayai
Espèce
Statut de conservation UICN

 LC B1ab(iii) : Préoccupation mineure
Leptolalax arayai est une espèce d'amphibiens de la famille des Megophryidae.

## Répartition
Cette espèce est endémique du Sabah en Malaisie orientale. Elle se rencontre entre 350 et 1 700 m d'altitude.

## Étymologie
Cette espèce est nommée en l'honneur de Kunio Araya.

## Publication originale
- Matsui, 1997 : Call characteristics of Malaysian Leptolalax with a description of two new species (Anura: Pelobatidae). Copeia, vol. 1997, no 1, p. 158–165.